# Cheer Camp Killer
Pour plus de détails, voir Fiche technique et Distribution.
Cheer Camp Killer (aussi connu sous le titre de Object of My Obsession) est un téléfilm américain, écrit par Jeffrey Schenck, Peter Sullivan et Anna White et réalisé par Randy Carter. Il met en vedettes dans les rôles principaux Andrea Bogart, Mariah Robinson et Sydney Malakeh Le film est sorti le 10 octobre 2020.

## Synopsis
Après la mort de sa mère, Sophia, une lycéenne, s’inscrit avec sa meilleure amie Charlotte à un camp de soutien exclusif dans l’espoir de remporter une bourse d'études universitaire convoitée. elle est ravie de montrer ses compétences et anticipe un été de joie et de compétition. Mais une fille gâtée, Victoria, et sa mère autoritaire Beth n’apprécient pas qu’une nouvelle venue lui vole la vedette, alors elles élaborent un plan dangereux pour écarter leur rivale. Sophia va découvrir que sa rivale est aussi dangereuse qu’elle est méchante,.

## Distribution
- Andrea Bogart : Beth Richards
- Mariah Robinson : Sophia Jacobs
- Philip McElroy : Jack
- Jacqueline Scislowski : Charlotte Brown
- Kelli Dawn Hancock : entraîneur Cooper
- Sydney Malakeh : Victoria Richards
- Jennifer L. Marshall : Mary
- Andrew Rogers : Greg
- Monica Rose Betz : Lilly Walker
- Christian Seavey : Andrew Dillon
- Ariel Yasmine : Kara Webber
- John J. Jordan : Daniel
- Jon Sprik : Don
- Jackie Merlau : officier de police
- Cristi Fisher : Équipe d’encouragement[3].
- Megan Grabau : Équipe d’encouragement
- Tarra Green : Équipe d’encouragement
- Hannah Hueston : Équipe d’encouragement[4].
- Jan Lipowski : Équipe d’encouragement
- Rumur Noel : Équipe d’encouragement[2]

## Production
Le tournage s’est déroulé entièrement à Los Angeles, en Californie, aux États-Unis. Le film a été tourné pendant la pandémie de Covid-19, fin juillet et début août 2020, malgré toutes les restrictions sanitaires. Le film est sorti le 10 octobre 2020 aux États-Unis, son pays d’origine.

## Réception critique
D’après Gina Vaynshteyn sur Distractify, Cheer Camp Killer ne semble pas être basé sur une histoire vraie. Cependant, Lifetime a déjà créé un film (Death of a Cheerleader) basé sur un meurtre réel, celui de la pom-pom girl Kirsten Costas, qui a été poignardée par une amie jalouse nommée Bernadette Protti, âgée de 15 ans, en Californie.